# Nadar (fotograf)

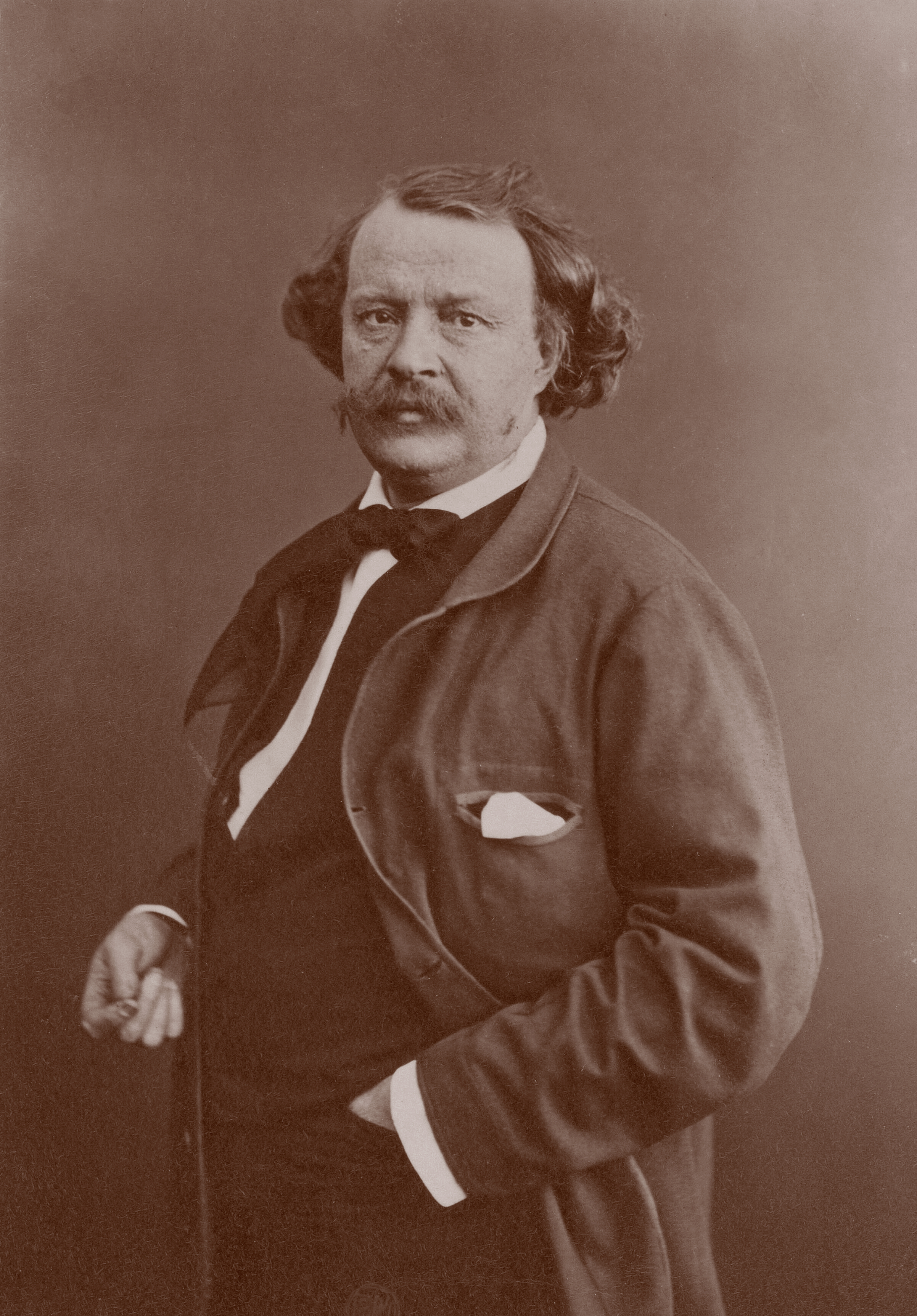
Nadar (ok. 1860)

Nadar, właśc. Gaspard-Félix Tournachon (ur. 6 kwietnia 1820 w Paryżu, zm. 20 marca 1910 tamże) – francuski fotograf, dziennikarz, rysownik, karykaturzysta.
Jeden z najważniejszych fotografów XIX-wiecznych, autor portretów fotograficznych wielu sławnych postaci, na których starał się wydobyć osobowość modela; nie stosował rekwizytów ani specjalnych teł. Nadar jako pierwszy fotograf na świecie wykonał zdjęcia z lotu ptaka – było to zdjęcie Paryża, wykonane z balonu (był entuzjastą baloniarstwa). Był także pionierem fotografii podziemnej i wykorzystania sztucznego oświetlenia w fotografii. W jego atelier w 1874 odbyła się pierwsza wystawa impresjonistów.

## Życiorys
Gaspard-Félix Tournachon był pierwszym dzieckiem wydawcy Victora Tournachona i Thérèse Maillet. W Lyonie rozpoczął studia medyczne, ale nigdy ich nie ukończył. W latach 1837–1838 jego pierwsze karykatury ukazały się w prasie lyońskiej; kolejne pojawiały się w publikacjach paryskich po jego powrocie do Paryża w 1838 (lub 1839, jak podają inne źródła). Przyjął pseudonim „Nadar”. W latach 40. związany był ze środowiskiem artystycznym, do którego należał m.in. Charles Baudelaire. W 1854 opublikował zestaw dwóch litografii, zatytułowany Panthéon Nadar, z karykaturami znanych pisarzy, dziennikarzy, publicystów i historyków. 
W 1854 Nadar poślubił Ernestine-Constance Lefèvre; w 1856 urodził się ich jedyny syn Paul Nadar (1856–1939).
Również w 1854 brat Nadara, Adrien, postanowił uczyć się fotografii u Gustave’a Le Graya. Nadar opłacał jego lekcje i pomógł mu w otwarciu jego własnego studia. Wkrótce sam zaczął uczyć się fotografowania, a kiedy studio Adriena zaczęło podupadać, przejął nad nim kontrolę. Po okresie współpracy, w 1855 bracia postanowili się rozdzielić. Nadar otworzył własne studio przy ulicy Saint-Lazure 113, a Adrien przyjął pseudonim Nadar jeune (młody Nadar). W 1861 Nadar przeniósł się do nowego, dużego studia przy Boulevard des Capucines 35.
W 1856 Nadar został członkiem Société française de photographie i otrzymał złoty medal na Wystawie Fotografii w Brukseli. W latach 60. miał już ustaloną pozycję fotografa-portrecisty i z sukcesem prowadził działalność fotograficzną. W 1873 wycofał się z fotografii, zostawiając prowadzenie studia synowi Paulowi. Na krótko powrócił do fotografowania w 1897 w studiu Marsylii. W międzyczasie ukończył spisywanie swoich wspomnień.

### Fotografia portretowa
Zanim Nadar zaczął fotografować, zajmował się tworzeniem karykatur; był więc przyzwyczajony do wychwytywania indywidualnych cech modeli. Miał znane nazwisko i szerokie znajomości w kręgach artystycznych. Od połowy lat 50. do początku lat 70. w jego studiu pozowały największe osobistości Francji II Cesarstwa: pisarze, poeci i dziennikarze (np. Victor Hugo, George Sand, Charles Baudelaire, Juliusz Verne, Jules Champfleury, Aleksander Dumas (ojciec), Aleksander Dumas (syn), Théophile Gautier, Edmond de Goncourt), muzycy (np. Hector Berlioz, Gioacchino Rossini, Jacques Offenbach, Giuseppe Verdi), malarze (np. Gustave Courbet, Honoré Daumier, Eugène Delacroix, Jean-François Millet, Gustave Doré, Édouard Manet), myśliciele i działacze (np. Michał Bakunin, Pierre Joseph Proudhon) i inni.
Typowy portret Nadara przedstawia wyizolowaną postać, na której skupiona jest cała uwaga. Tło jest neutralne, rola stroju i rąk modela jest zminimalizowana. Pozy, w jakich Nadar ustawiał modeli, są różnorodne: jedni siedzą, inni stoją; patrzą w różne strony i w różny sposób. Zabiegi miały te na celu wydobycie charakteru portretowanej osoby. Jak sam pisał, celem jego portretów było poszukiwanie takiej nici porozumienia, która łączy cię z modelem, pomaga ci w poznaniu go, zapoznaje cię z jego przyzwyczajeniami, ideami i osobowością, i pozwala na wykonanie (…) prawdziwie przekonującej podobizny, portretu intymnego. 
Szczytowy okres działalności Nadara w dziedzinie portretów przypadał na lata 1855–1860. W latach 60. jego zdjęcia stawały się coraz bardziej pospolite i konwencjonalne, co było wymuszone przez ogromne zapotrzebowanie i gust klasy średniej. Komercyjny charakter fotografii utrzymał się również po przejęciu zakładu przez syna, Paula.

## Galeria

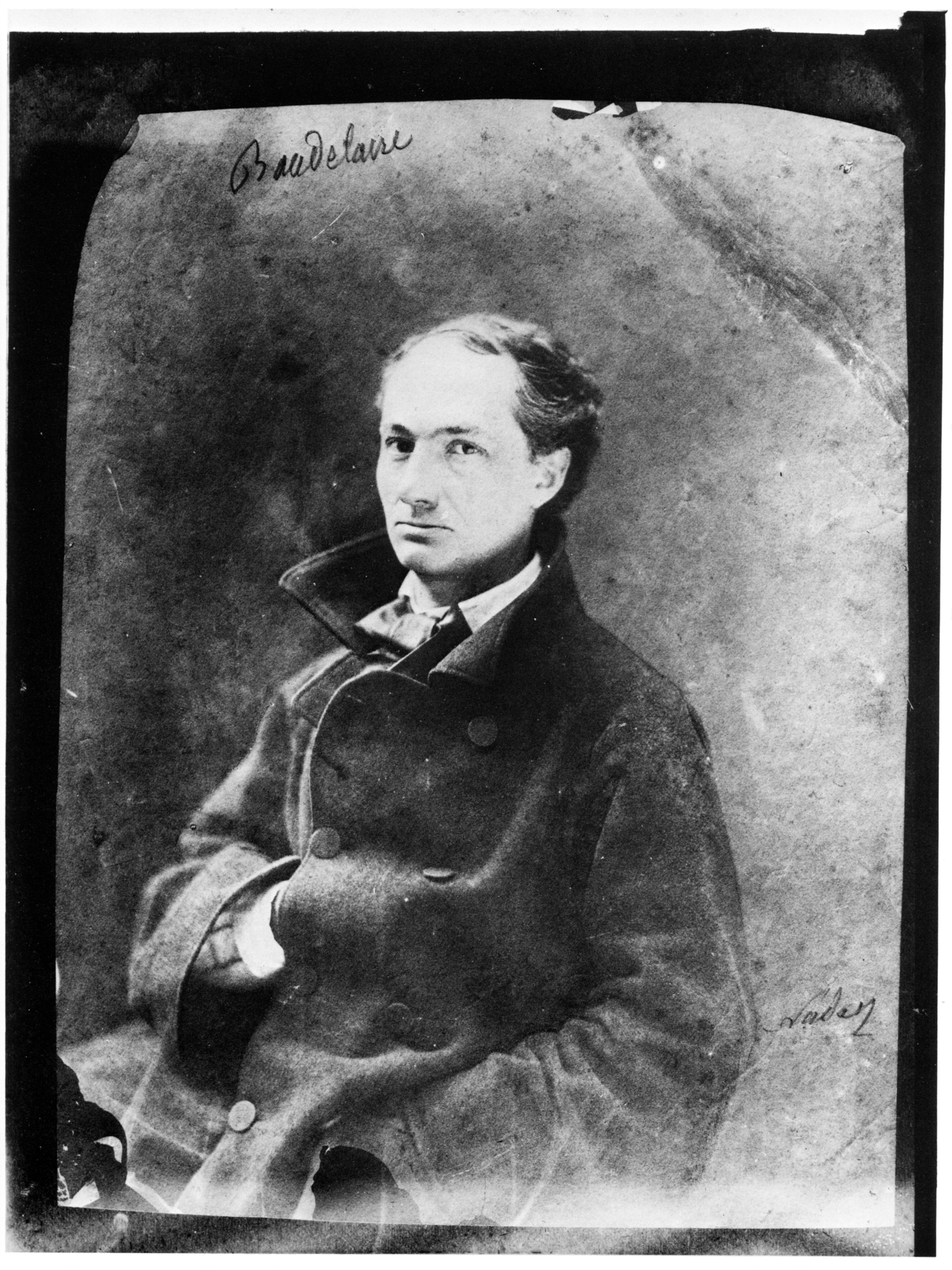
Charles Baudelaire (1855)
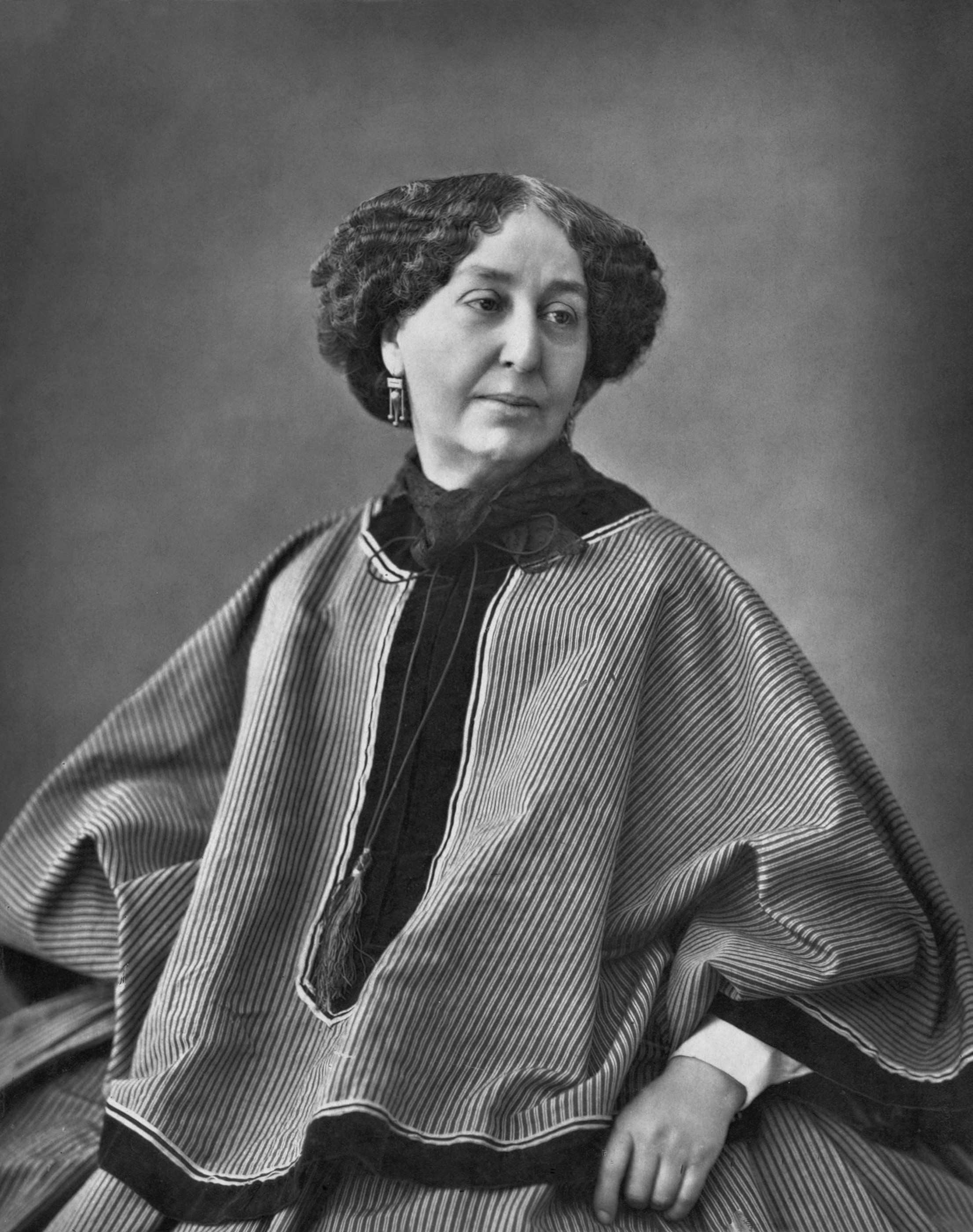
George Sand (1877)
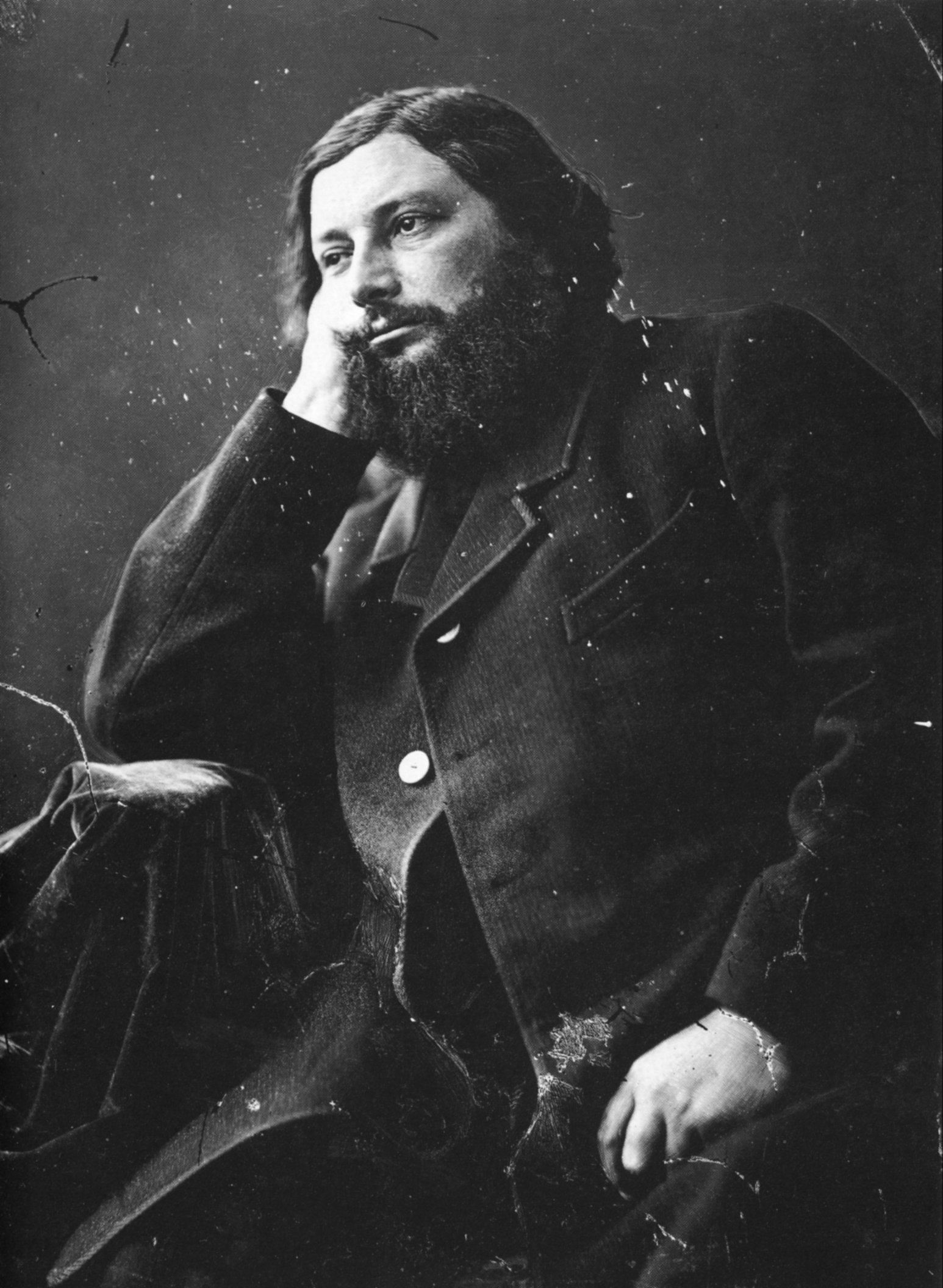
Gustave Courbet
Sarah Bernhardt
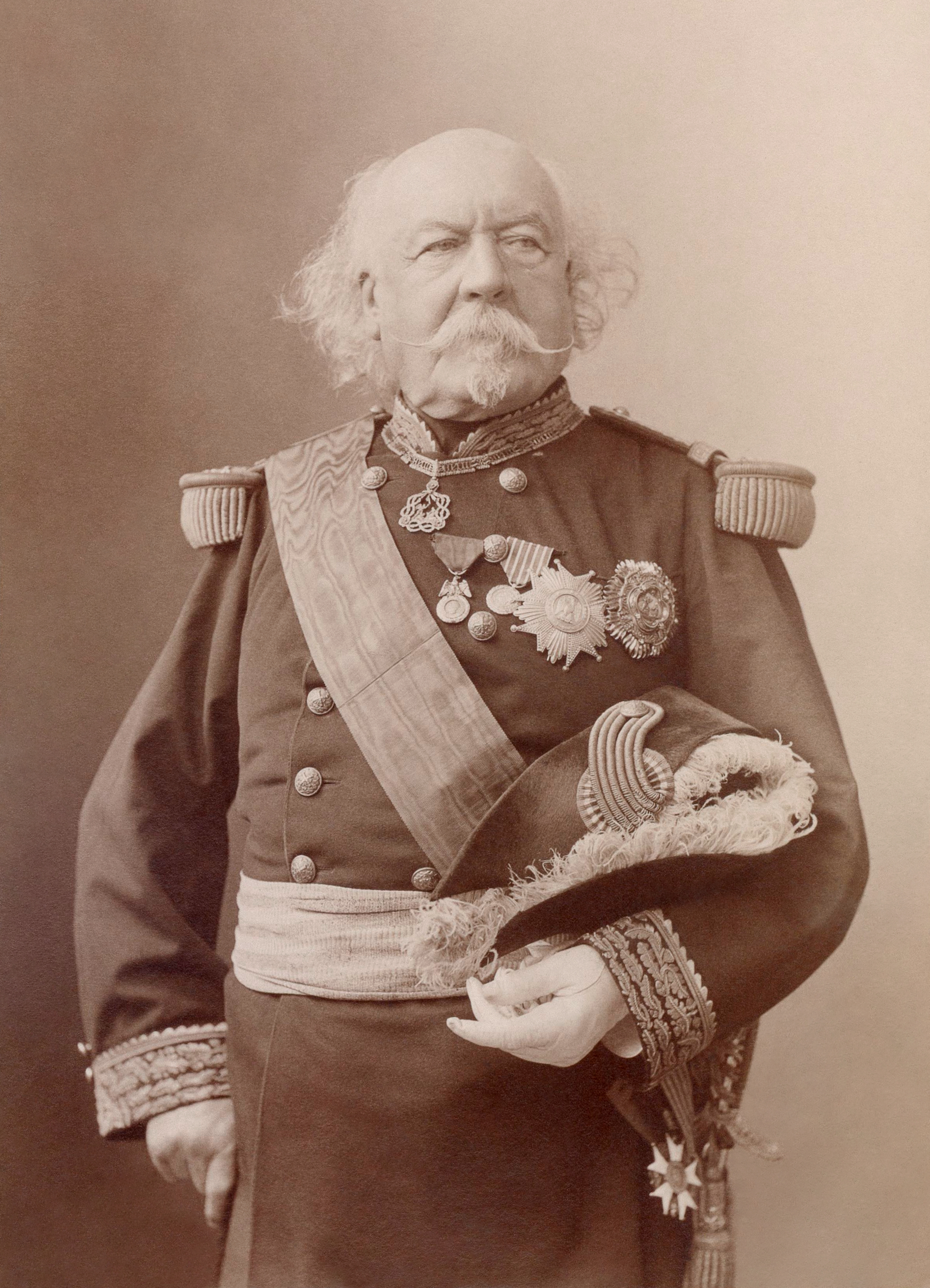
François Certain de Canrobert
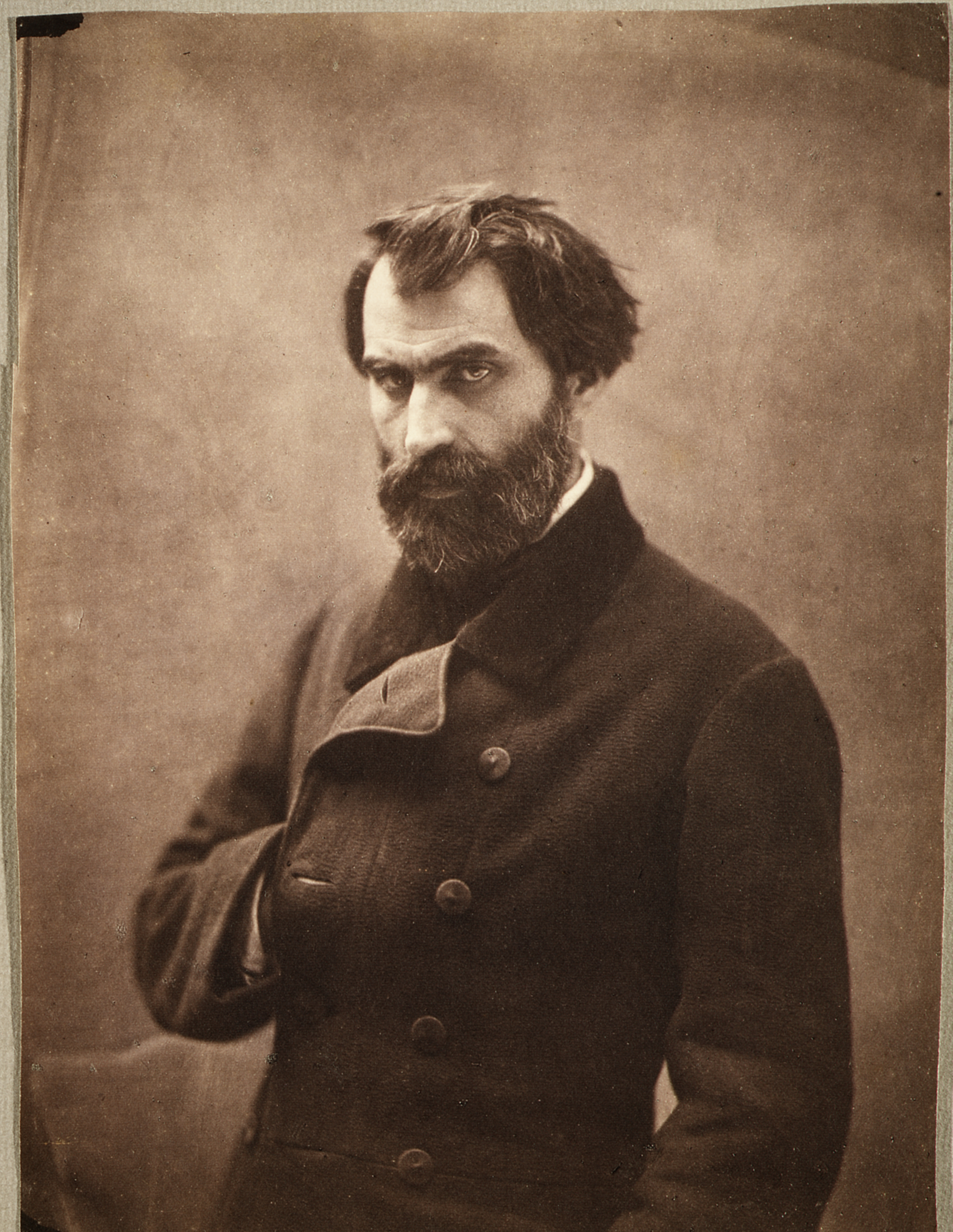
Eugène Pelletan (lata 70. XIX w.)

### Fotografia lotnicza

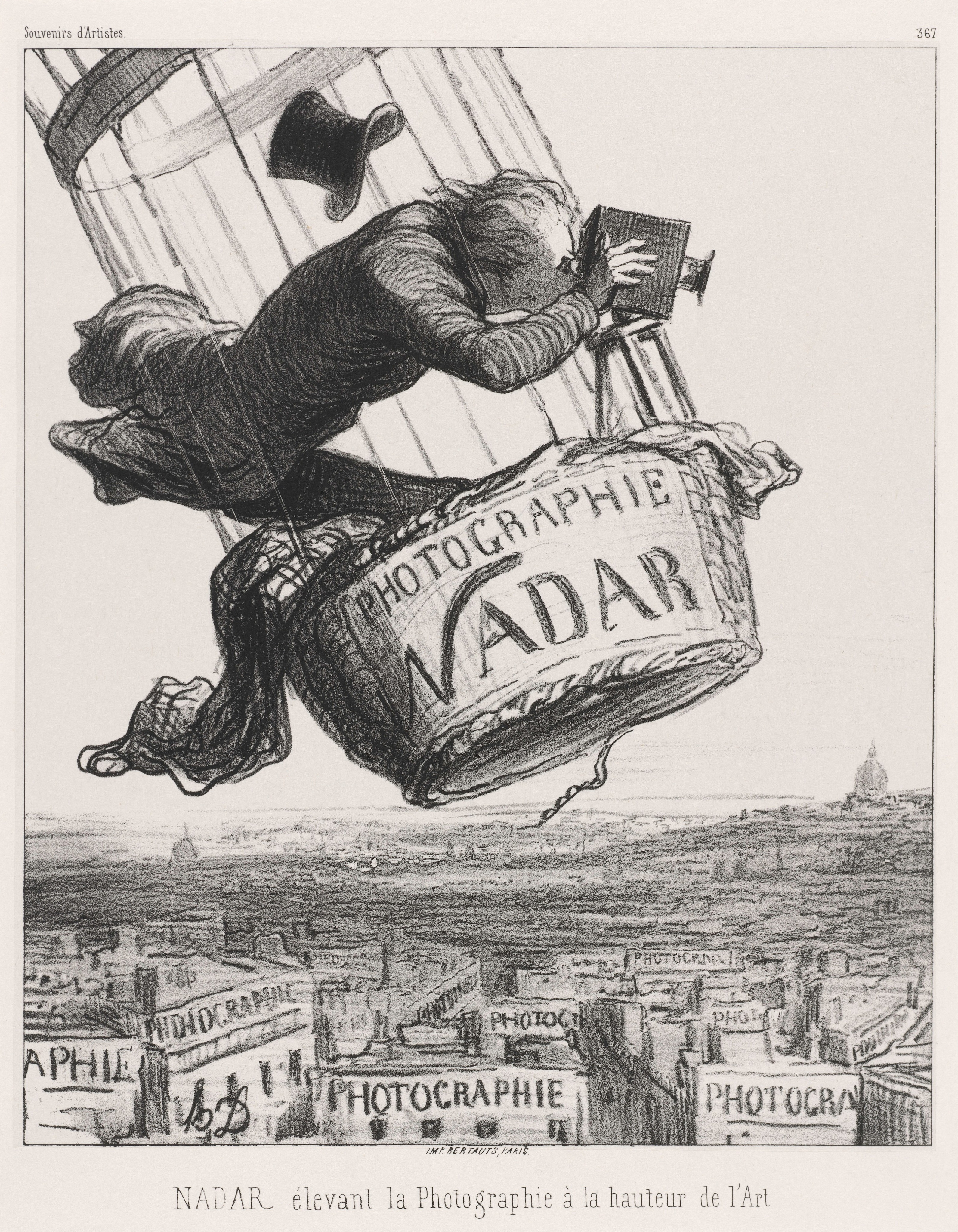
Honoré Daumier, karykatura Nadara w balonie (Nadar wynoszący fotografię na wyżyny sztuki) (ok. 1862)

Pierwsze zdjęcia lotnicze Paryża w jego historii Nadar wykonał w 1858 z balonu, uwiązanego niedaleko Łuku Triumfalnego. W 1863 zbudowany został balon o nazwie Géant (dosł. olbrzym), sfinansowany przez Nadara w nadziei, że dochody z jego przelotów pozwolą mu na zbudowanie helikoptera. Balon miał jednak wypadek, a przedsięwzięcie nie przyniosło spodziewanych zysków.

### Fotografia podziemna
Nadar jako pierwszy uzyskał prawo do sfotografowania kanałów i katakumb Paryża. Katakumby, opisane przez Victora Hugo w Nędznikach, Nadar sfotografował w latach 1861–1862, a kanały w latach 1864–1865. Zadanie to, ze względu na warunki oświetleniowe, panujące w obu miejscach, wymagało od Nadara użycia sztucznego źródła światła. Był on pierwszym fotografem, który podjął się takiego zadania. Używał magnezji, a czas naświetlania jednego zdjęcia wynosił ponad 18 minut. 